# Waterloo, Greater Manchester
Waterloo är en stadsdel i Ashton-under-Lyne, i distriktet Tameside, i grevskapet Greater Manchester, i England. Denna ward hade 11 693 invånare år 2021. Waterloo var en civil parish från 1894 till 1954. Denna civil parish hade 3 902 invånare år 1951.